# BMW i
BMW i — подразделение BMW, созданное для производства высокотехнологичных гибридных и электромобилей с низким расходом топлива.
В конце 2010 года BMW зарегистрировали в качестве торговой марки имена для автомобилей i1, i2, i3, i4, i5, i6, i7, i8 и i9. Тогда же стало известно, что концепт-кар Vision EfficientDynamics будет назван BMW i8. В феврале 2011 года компания заявила, что новое подразделение, носившее ранее условное название Project i (Проект И), будет названо BMW i. Позже были объявлены первые 2 автомобиля — спортивное купе i8 и городской хетчбэк i3, носивший ранее имя Mega City Vehicle. На Франкфуртском автосалоне 2011 года подразделение и автомобили были впервые представлены. Первый демонстрационный зал был открыт в 2012 году в Лондоне. Сборка будет происходить в Лейпциге.

## BMW i1
BMW i1 — городской автомобиль, призванный создать конкуренцию «даймлеровскому» Smart Fortwo. Появиться автомобиль должен был к 2016 году, но не появился.

## BMW i3

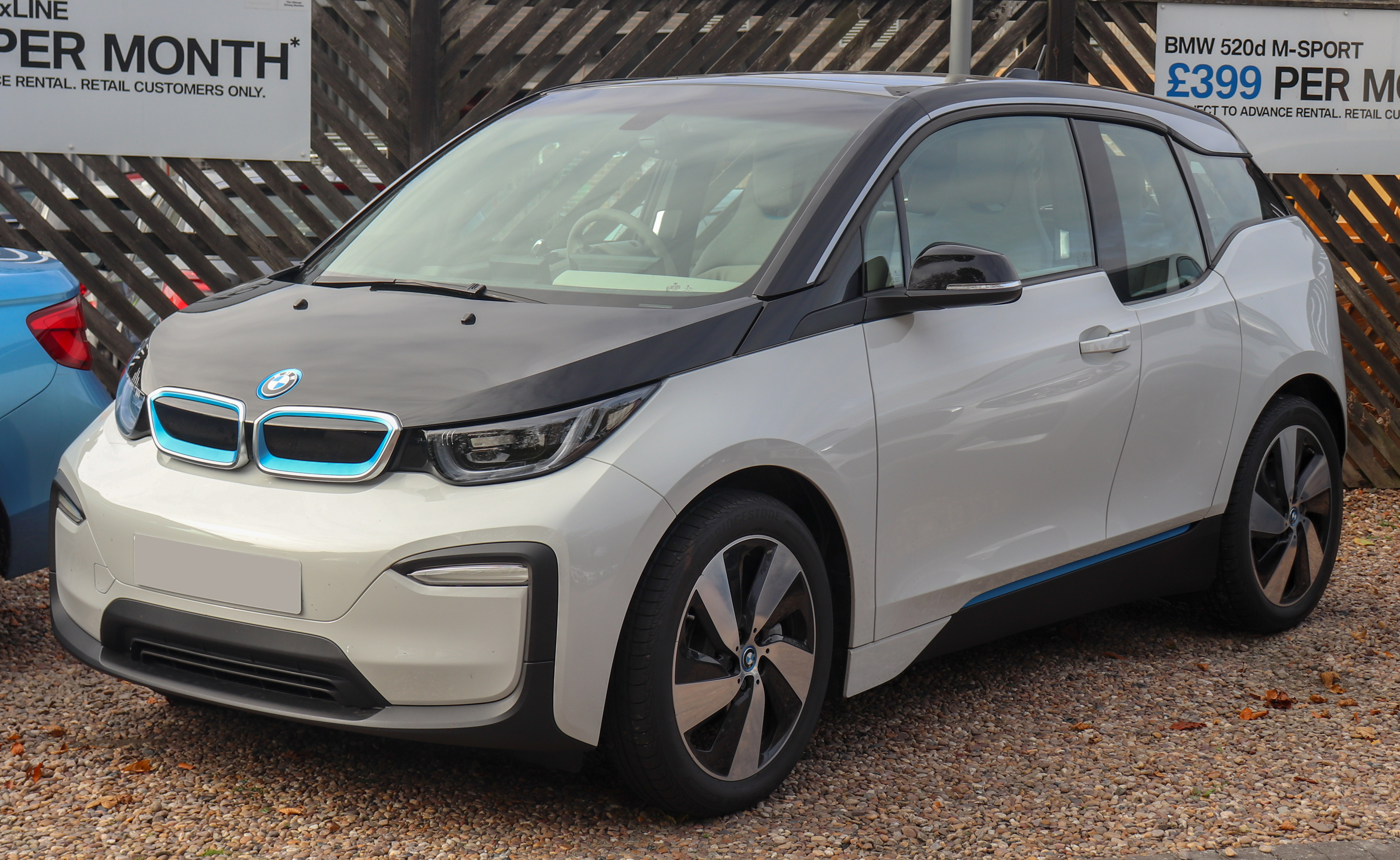
BMW i3

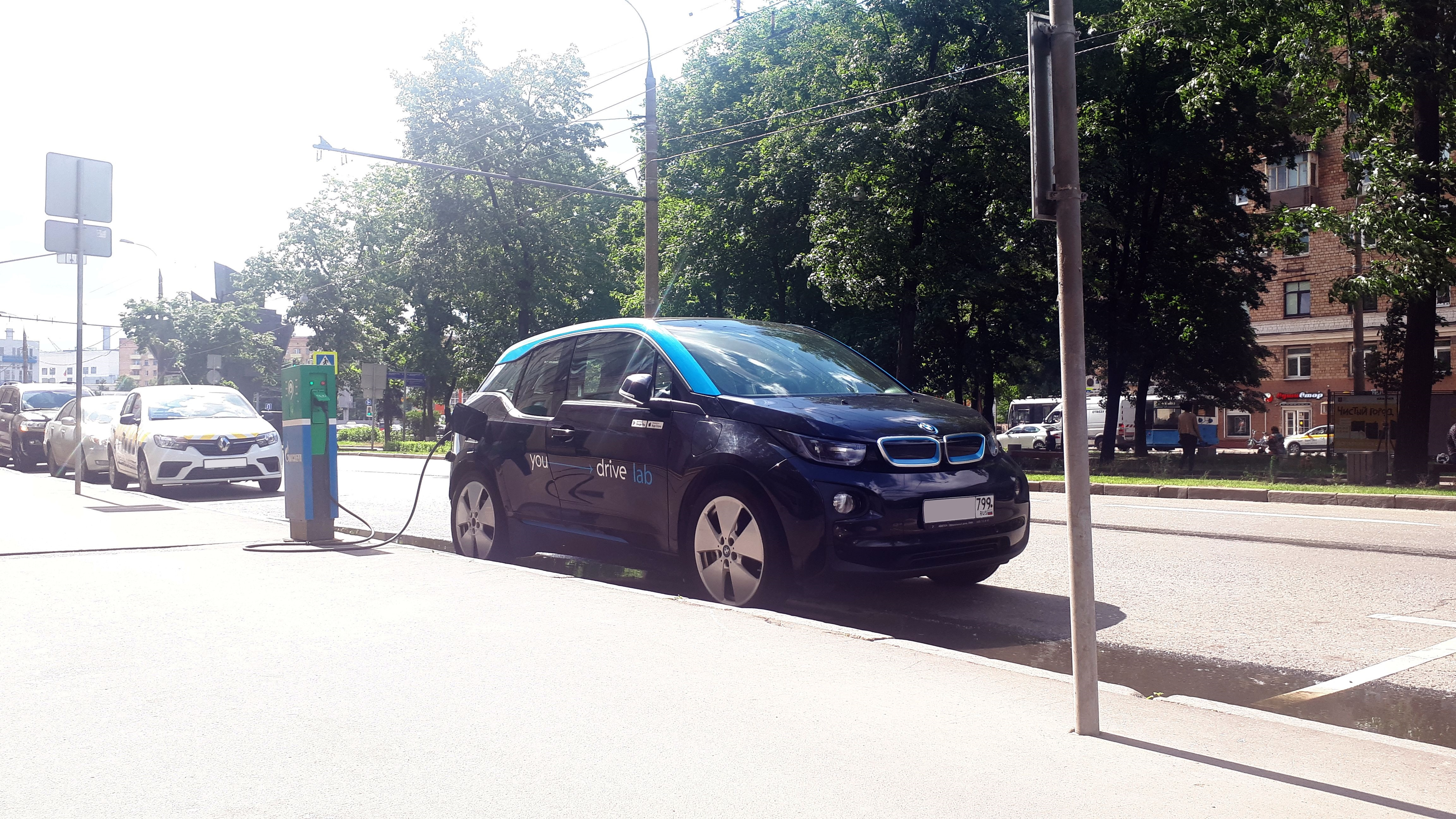
BMW i3 в качестве машины проката

BMW i3 — электрический компактный. хетчбэк, первый серийный автомобиль BMW, не дающий выбросов токсичных веществ в атмосферу (ZEV). Также это первый массовый автомобиль с использованием углепластика (CFRP). Он весит 1250 кг, имеет карбоново-алюминиевый кузов и электродвигатель мощностью 170 л. с., работающий от литий-ионных аккумуляторов. На полной зарядке автомобиль сможет проехать 130—160 км. Как опция range extender предлагается двухцилиндровый бензиновый двигатель, работающий от бака объемом 9 литров, который работает как генератор электроэнергии для подзарядки аккумуляторов, с ним запас хода увеличивается до 350 км. В мае 2016 года на BMW I3 успешно провели замену литий-ионных аккумуляторов емкостью 60 А•ч на 94 А•ч. Это позволило в 2 раза увеличить запас хода электромобиля до 330 км.
Углепластики для автомобилей производятся с мая 2011 года на SGL Automotive Carbon Fibers, совместном предприятии BMW Group и SGL Group в Мозес-Лейк в штате Вашингтон. На заводе в Ландсхуте из углепластика изготавливаются кузовные детали, которые поступают на сборочный конвейер в Лейпциге.
Церемония начала розничных продаж автомобиля состоялась 15 ноября 2013 года. В мае 2014 года автомобиль поступил в продажу в США. На конец июня 2015 года продано 26 205 автомобилей, из них 9846 в 2015 году, 16 052 — в 2014 году. На конец июня 2015 года в США в 2015 году продано 4456 автомобилей, 6092 — в 2014 году.
В ноябре 2012 года был представлен концепт i3 Concept Coupe, представляющий собой спортивную версию i3.

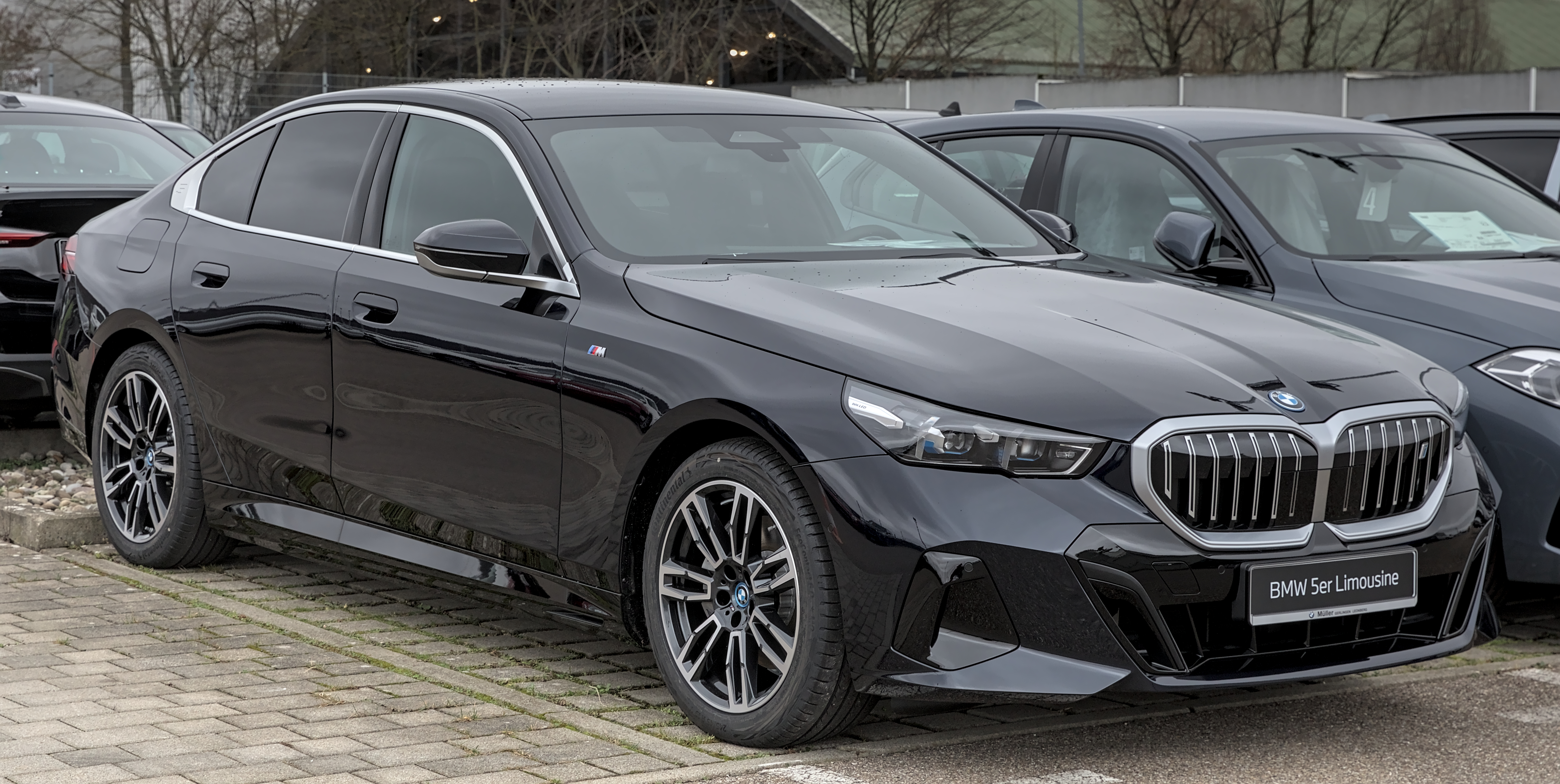
BMW i5

## BMW iX3

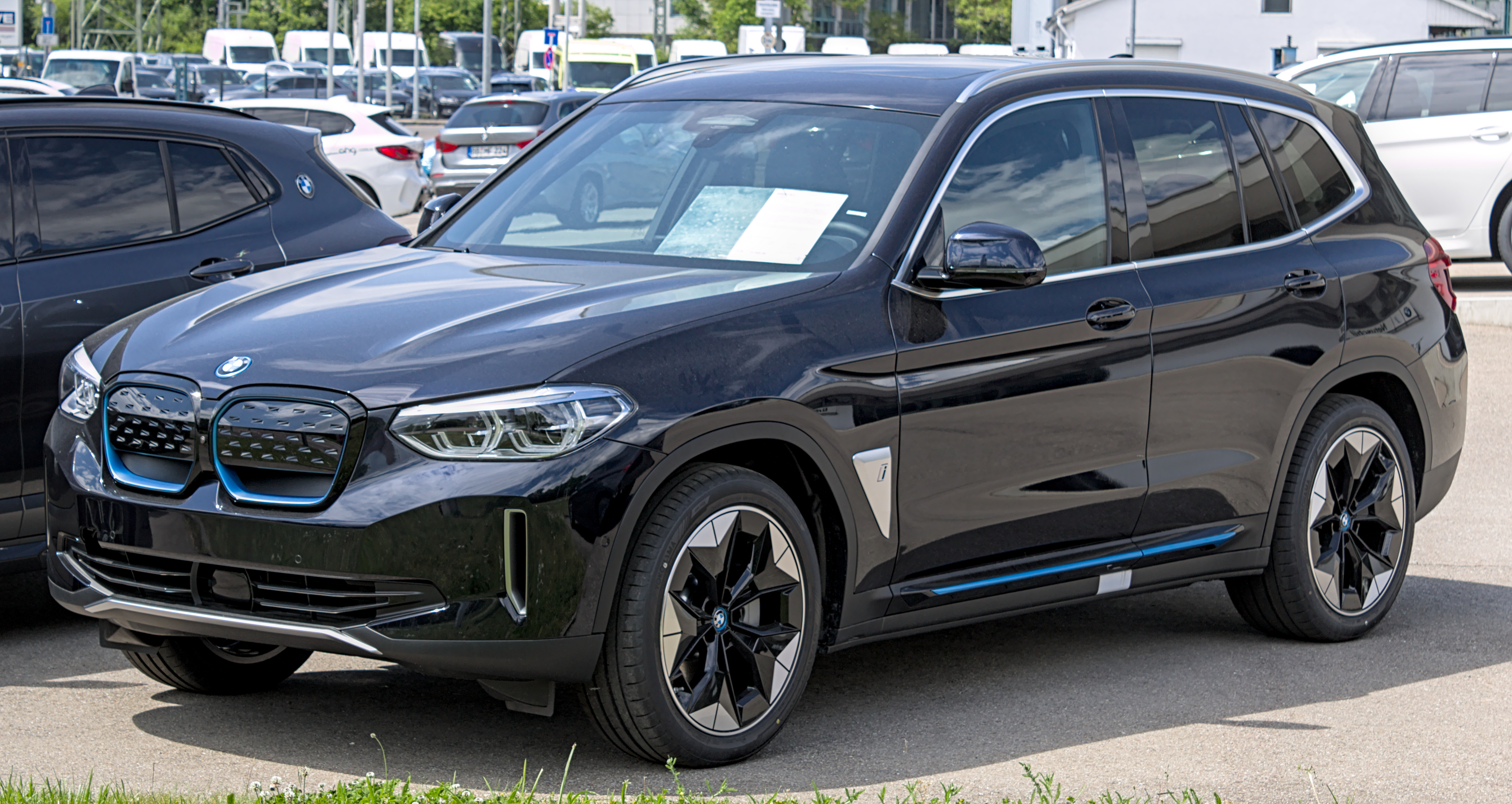
BMW iX3

BMW iX3 — электрический кроссовер. Заявленный пробег на одной зарядке - порядка 400 км. Поступит в продажу в 2020 году. Будет собираться на мощностях совместного предприятия BMW Group и китайской Brilliance в Шеньяне.

## BMW i4

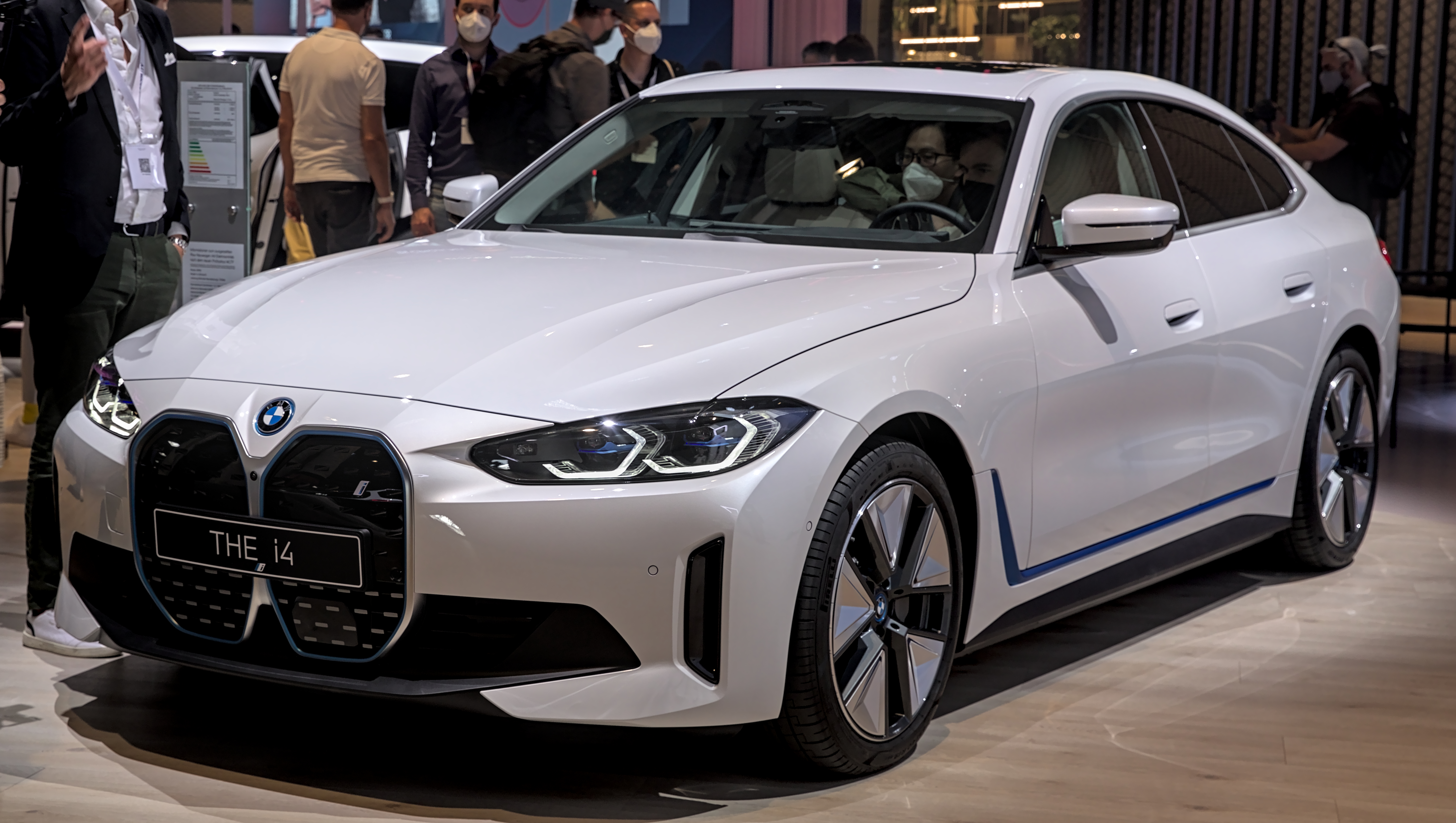
BMW i4

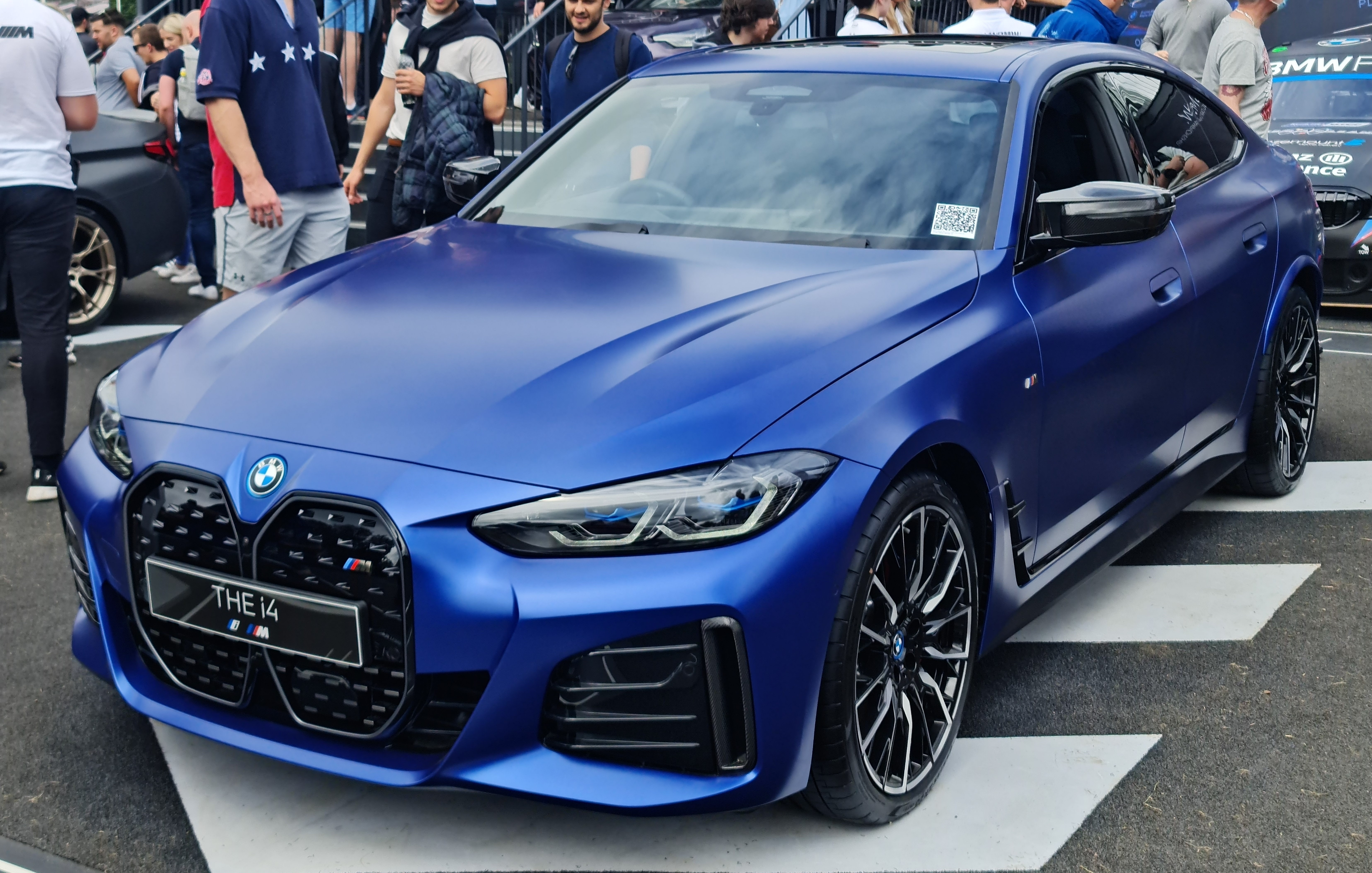
BMW i4 M50

BMW i4 — четырехдверное купе. Максимальная скорость более 200 км/ч, заявленный запас хода - 600 км. Производство стартовало в Мюнхене в 2021 году.

## BMW i7

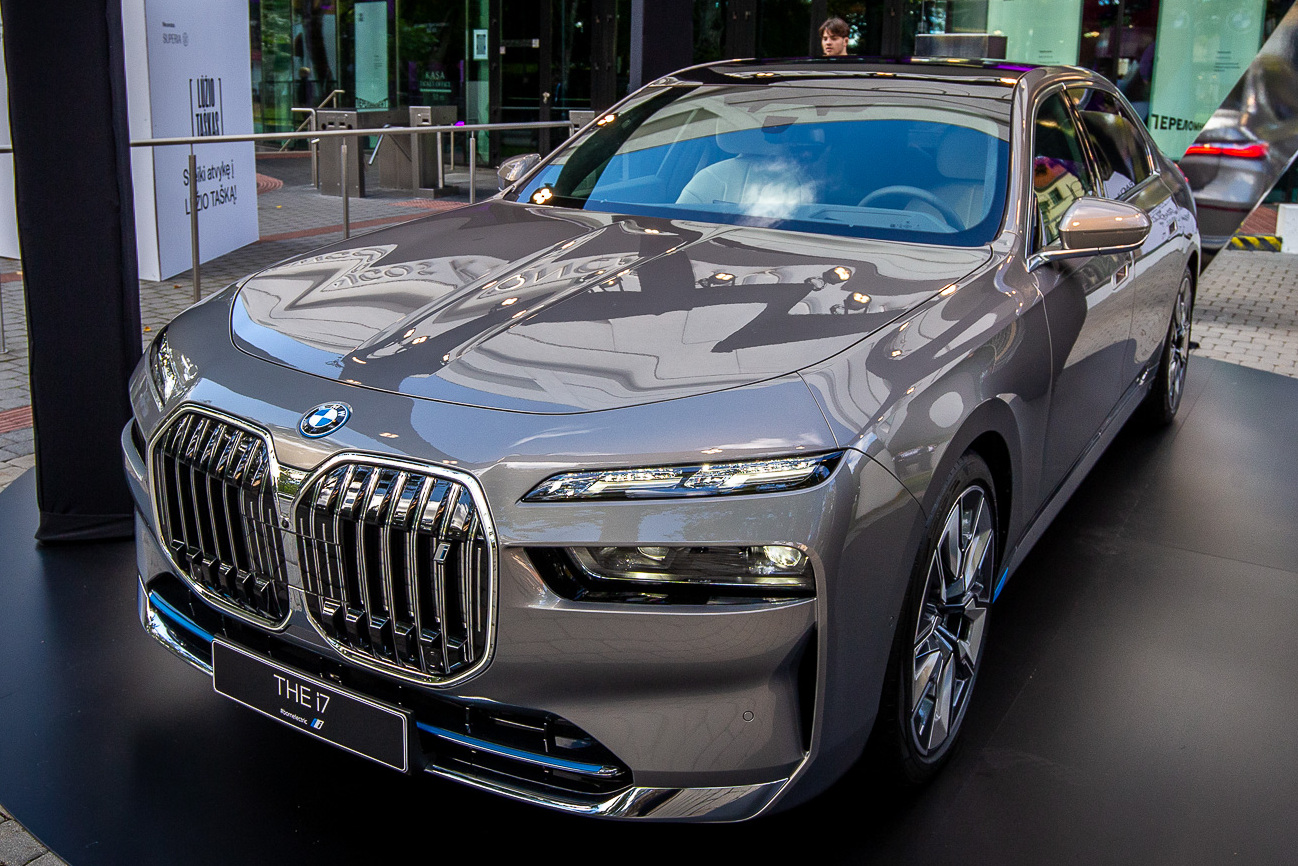
BMW i7

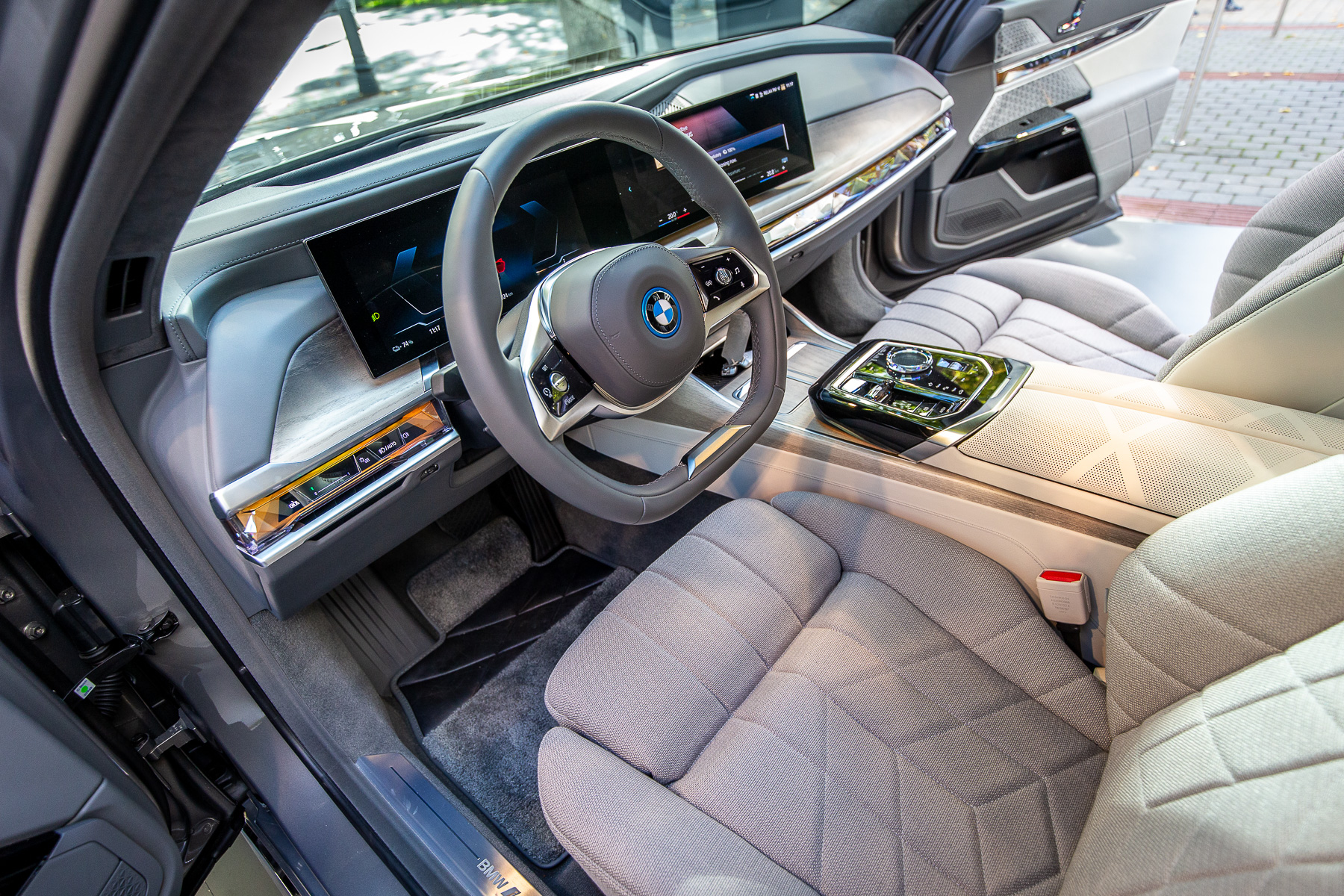
BMW i7

## BMW i8

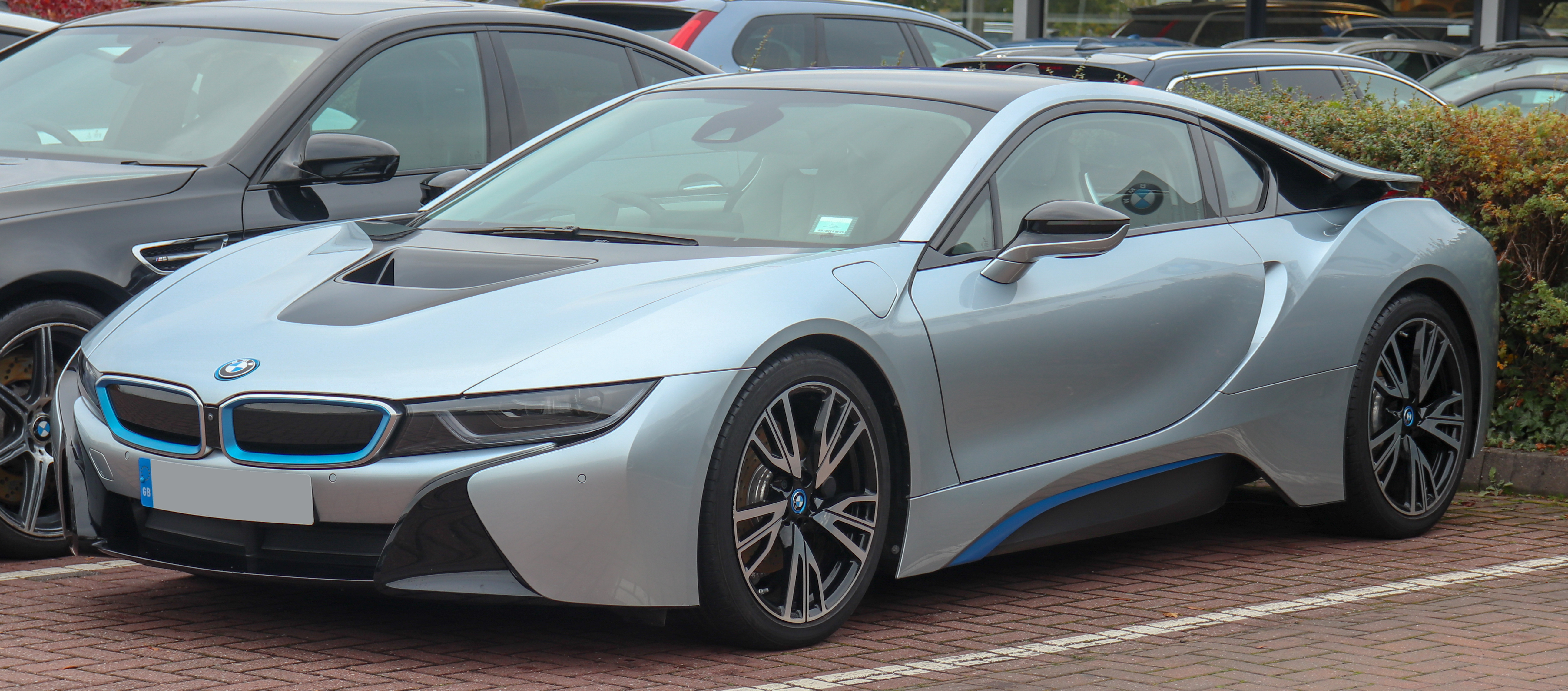
BMW i8

BMW i8 — спортивный автомобиль, который поступил на продажу в 2014 году. Он имеет 2 электромотора мощностью 38 л. с. (работает на заднюю ось) и 60-82-104 л. с. (работает независимо, может увеличивать мощность при ускорении), а также 1,5-литровый трехцилиндровый бензиновый двигатель с турбонаддувом мощностью 170 л. с. Суммарная мощность составляет 328 л. с., ускорение до 100 км/ч — 4,8 секунд, а расход топлива — 3,7 литров на 100 км.
В апреле 2012 года был показан родстер на базе i8, который поступил на продажу в 2014 году.